# Hålltjärnen (Vänjans socken, Dalarna, 676114-139651)
Hålltjärnen är en sjö i Mora kommun i Dalarna och ingår i Dalälvens huvudavrinningsområde.